# Annona amazonica
Annona amazonica är en kirimojaväxtart som beskrevs av Robert Elias Fries. Annona amazonica ingår i släktet annonor, och familjen kirimojaväxter. Inga underarter finns listade i Catalogue of Life.